# Neil Jackson
Neil Jackson (Luton, 5 maart 1976) is een Brits acteur, filmproducent, scenarioschrijver en songwriter.

## Biografie
Jackson werd geboren in Luton in een gezin van vier kinderen. Hij kwam in aanraking met het acteren tijdens dramalessen op de middelbare school, die hij genoot op de Harlington Upper School in Harlington. Hierna speelde hij in nog meerdere toneelstukken, en nam ook deel aan de National Youth Theatre in Londen. Hierna verhuisde hij naar Cardiff waar hij sport studeerde aan de Cardiff Metropolitan University aldaar. Tijdens zijn studietijd in Cardiff startte hij met competitief boksen waar hij goud won in zijn gewichtsklasse in de universiteitscompetitie, deze titel kon hij twee jaar lang verdedigen. Met het boksen verdiende hij een beurs voor zijn universiteitsstudie en studeerde in 1998 af met een master. Hij begon zijn carrière als acteur met het spelen van een rol in het toneelstuk Miss Julie, en toerde met het toneelgezelschap door het Verenigd Koninkrijk. Hierna speelde hij in nog meerdere toneelstukken in regionale theaters.
Jackson begon in 2002 met acteren voor televisie in de televisieserie Heartbeat, waarna hij nog meerdere rollen speelde in televisieseries en films. Zo speelde hij in onder andere Dream Team (2012-2003), Alexander (2004), Blade: The Series (2006), Quantum of Solace (2008), Upstairs, Downstairs (2010-2012), Make It or Break It (2009-2012) en Sleepy Hollow (2013-2015).
Jackson is ook een actief gitaarspeler en songwriter, in 2013 bracht hij zijn eerste album uit met de naam The Little Things. 

## Filmografie

### Films
Uitgezonderd korte films.
- 2021 The King's Man - als kapitein Forrest
- 2021 New Year - als Cameron
- 2019 A. I. Tales - als Len
- 2018 Welcome to Marwen - als Kurt / majoor Meyer
- 2017 Ray Meets Helen - als Russ
- 2016 Nocturnal Animals - als Christopher
- 2015 Lumen - als prins Dai
- 2014 House of Secrets - als Sam
- 2012 True Bloodthirst - als Derricks
- 2010 You Will Meet a Tall Dark Stranger - als Alan
- 2009 Table for Three - als Tre
- 2009 Push - als Victor Budarin
- 2008 Quantum of Solace - als mr. Slate
- 2007 The Passage - als Adam
- 2006 The Thirst - als Duke of Earl
- 2006 The Last Drop - als Simkins
- 2005 Breakfast on Pluto - als man in disco
- 2004 Alexander - als Perdikkas

### Televisieseries
Uitgezonderd eenmalige gastrollen.
- 2020-2022 Stargirl - als Jordan Mahkent / Icicle - 17 afl.
- 2017-2020 Absentia - als Jack Byrne - 30 afl.
- 2013-2015 Sleepy Hollow - als Abraham Van Brunt - 10 afl.
- 2013 Lightfields - als Dwight Lawson - 5 afl.
- 2009-2012 Make It or Break It - als Sasha Beloff - 36 afl.
- 2010-2012 Upstairs, Downstairs - als Harry Spargo - 9 afl.
- 2010 FlashForward - als Lucas Hellinger - 5 afl.
- 2008 The Cleaner - als Duncan Collins - 2 afl.
- 2006 Blade: The Series - als Marcus Van Sciver - 12 afl.
- 2005 Sugar Rush - als Dale - 7 afl.
- 2001-2003 Dream Team - als Phil Wallis - 31 afl.
- 2002 Silent Witness - als Marcus Saul - 2 afl.

### Scenarioschrijver
- 2018 Perfect Pair - korte film
- 2017 Off Ramp - korte film
- 2016 Wish You Here - korte film
- 2014 No Place Like Home - korte film
- 2013 Neil Jackson: Rocket to Mars - korte film
- 2012 Holding a Candle - korte film
- 2009 Star Crossed - film
- 2007 The Passage - film

### Filmproducent
- 2018 Perfect Pair - korte film
- 2017 Off Ramp - korte film
- 2014 No Place Like Home - korte film
- 2013 Neil Jackson: Rocket to Mars - korte film
- 2012 Holding a Candle - korte film

- Library of Congress Control Number: no2012159362
- Nationale Bibliotheek van Tsjechië: xx0250277
- Virtual International Authority File: 292391448
- WorldCat: E39PBJyRFDdPXFK4PbrGq74yVC